# Décembre 2006

## Actualités du mois

### Samedi2 décembre
- Maroc : collision entre un mini-car transportant des touristes et un camion. Douze morts.
- France : François Bayrou annonce officiellement sa candidature pour l'élection présidentielle de 2007 à Serres-Castet

### Dimanche3 décembre
- Groenland : élections législatives

### Lundi4 décembre
- France :
  - l'État réclame 153 millions d'euros de préjudice pour l'Erika[1] ;
  - mise en service de la ligne 3 du tramway de Lyon.

### Mercredi6 décembre
- États-Unis : publication du rapport final du Groupe d'étude sur l'Irak préconisant le retrait des troupes américaines.
- Paraguay : Une émeute éclate après le verdict de l'incendie de supermarché, qui a causé la mort de 350 personnes en 2004. On présumait que les issues de secours ont été volontairement cadenassées pour éviter les pillages.

### Vendredi8 décembre
- France : Sortie de la Wii de Nintendo.

### Dimanche10 décembre
- Mort d'Augusto Pinochet à 91 Ans.

### Lundi11 décembre
- Commencement de l'Opération Conjunto Michoacán, qui marque le début de la guerre de la drogue au Mexique.

### Mardi12 décembre
- Égypte : manifestation des opposants non-religieux de Kifaya au Caire, pour protester contre la politique du gouvernement et rendre public leur soupçon quant à la volonté du président Hosnī Mubārak de modifier la constitution en faveur de l'élection de son fils Gamal.

### Mercredi13 décembre
- Polynésie française : Une motion de censure renverse le gouvernement d'Oscar Temaru.

### Jeudi14 décembre
- France : la justice française a refusé le recours en révision intenté par Denis Seznec, petit-fils de Guillaume Seznec condamné en 1924.

### Vendredi15 décembre
- Japon : La sortie du manga Fairy Tail par Hiro Mashima.

### Samedi16 décembre
- Nigeria : le People's Democratic Party choisit Umaru Yar'Adua comme candidat pour l'élection présidentielle d'avril 2007.
- France :
  - inauguration de la ligne 3 du tramway d'Île-de-France ;
  - mise en service de la ligne 2 de tramway à Montpellier ;
  - l'association Les Enfants de Don Quichotte installe une centaine de petites tentes rouges et noires avec pour inscription les lettres SDF peintes en blanc le long du canal Saint-Martin de Paris, avec l'ambition de sensibiliser les Français au sort des sans domicile fixe.

### Dimanche17 décembre
- France : Trans-Euro logistique à Lille

### Lundi18 décembre
- Norvège : Les entreprises énergétiques Statoil et Norsk Hydro (aujourd'hui Equinor)dévoilent un plan de fusion. Le président directeur général de Norsk Hydro, Eivind Reiten deviendrait président du nouveau groupe et l'État norvégien serait propriétaire du groupe à 67 %.
- France : Inauguration à Saint-Aubin (Essonne) d'un accélérateur de particules de troisième génération, synchrotron soleil, par le président de la République française Jacques Chirac.

### Mardi19 décembre
- France : Découverte au large de Roscoff de restes appartenant au docteur Godard disparu avec sa famille en septembre 1999.
- Libye : condamnation à mort de cinq infirmières bulgares et d'un médecin palestinien jugés coupables d'avoir volontairement inoculé le virus du sida à 426 enfants à la fin des années 1990.
- Palestine : les tensions interpalestiniennes tournent à l'affrontement entre le Hamas au gouvernement et le Fatah, depuis que le président Mahmoud Abbas a annoncé des élections anticipées le 15 décembre. Plus de 5 morts sont recensés.

### Mercredi20 décembre
- France : Jean-Marie Le Pen et Bruno Mégret se réconcilient officiellement en vue de coopérer pour l’élection présidentielle française de 2007 après huit ans de rupture entre les deux leaders d'extrême droite.

### Jeudi21 décembre
- Polynésie française : Gaston Tong Sang est élu président de la Polynésie française.

### Vendredi22 décembre
- Mexique, révolte d'Oaxaca : journée de solidarité mondiale, conjointe à l'APPO et l'EZLN et promue par Indymedia.

### Samedi23 décembre
- France : Autorisation des bébés médicaments par un décret du journal officiel qui officialise l'application des lois de bioéthique de 2004.

### Dimanche24 décembre
- Éthiopie : Le Premier ministre, Meles Zenawi a annoncé que son pays était en guerre contre les islamistes somaliens officialisant l'intervention déjà en cours depuis plusieurs semaines.

### Lundi25 décembre
- Japon : Quatre condamnés à mort japonais ont été exécutés par pendaison, levant ainsi un moratoire de facto sur la peine capitale qui était en vigueur depuis 15 mois au Japon.

### Mardi26 décembre
- États-Unis : mort de Gerald Ford.

### Jeudi28 décembre
- France : Michèle Alliot-Marie, ministre de la Défense, annonce qu'elle n'est plus candidate à la candidature au sein de l'UMP mais continue à réfléchir à une candidature indépendante pour l’élection présidentielle française de 2007.

### Samedi30 décembre
- Arabie : Un puissant séisme d'une magnitude de 6,3 sur l'échelle de Richter frappe le golfe d'Aden, entre le Yémen et la Somalie, a rapporté l'Institut géologique américain sur son site internet.
- Espagne :
  - Un attentat à la voiture piégée à Madrid, revendiqué par l'organisation ETA (sigle de Euskadi ta Askatasuna, « Pays basque et liberté » en basque) à l'aéroport de Barajas, fait 2 morts.
  - Naissance de deux enfants jumeaux d'une mère âgée de 67 ans à Barcelone battant ainsi le record d'âge de procréation. La maman « a bénéficié d'un traitement hormonal et de fécondation in-vitro « à l'étranger » » selon le porte-parole de l'hôpital où elle a accouché.
- Indonésie : Plus de 500 disparus dans le naufrage d'un ferry au large de l'île de Java.
- Irak :
  - L'ancien dictateur, Saddam Hussein, condamné à mort pour le massacre de 148 villageois chiites à Doujaïl, est exécuté par pendaison à Bagdad à l'âge de 69 ans, sous les insultes des personnes présentes. Cette pendaison a lieu le premier jour de l'Aïd el-Kebir pour les sunnites. Il est inhumé dans la nuit même sur le territoire de son village natal Al-Ojah.
  - Un attentat à la voiture piégée à Koufa, ville sainte chiite en Irak, fait 30 morts et 45 blessés.
- Polynésie : Le gouvernement Gaston Tong Sang prend ses fonctions.

### Dimanche31 décembre
- Irak : Saddam Hussein est inhumé dans son village natal de Aoudja près de Tikrit dans le nord de l'Irak. Plusieurs centaines de partisans se sont pressés pour lui rendre un dernier hommage. D'autres cérémonies ont également été célébrées dans plusieurs zones sunnites telles que le quartier d'Amriya, bastion de l'insurrection à Bagdad, et les localités sunnites de Baïdji et Dhoulouiya, près de Tikrit.